# Kuukkavallei
Kuukkavallei, Zweeds - Fins: Kuukkavuoma, is een dal in het noorden van Zweden. Het dal ligt in de  gemeente Kiruna, bestaat voor een groot deel uit drasland en is door de afgelegen ligging nauwelijks door mensen beïnvloed. De omgeving is dan ook bekend vanwege de planten en dieren, die er voorkomen. Het dal wordt aan de noordzijde door de Riksväg 99 begrensd, daar is overigens maar weinig verkeer, en ligt op minder dan vijf kilometer van de grens met Finland. De Rajavallei ligt aan de overkant van de weg. De grootste plaats in de omgeving Kuttainen ligt op vijf kilometer afstand.
afwatering: dal Kuukkavallei → Rajarivier → Muonio → Torne → Botnische Golf